# Sula Benet
Sula Benet (* 23. September 1903 in Warschau; † 12. November 1982 in New York City), ursprünglich Sara Benetowa, war eine polnische Professorin für Anthropologie und Autorin und Mitautorin verschiedener Bücher. Während des Zweiten Weltkriegs wirkte sie als Beraterin des amerikanischen Außenministeriums für Osteuropa. Sie vertrat die Theorie, dass Calamus in der Bibel eigentlich Hanf sei.

## Biographie
Sula Benet wurde 1903 in Warschau geboren und war früh von der Bauernkultur in Polen fasziniert. Sie begann an der Fakultät für Geisteswissenschaften an der Universität Warschau Literatur und Philosophie zu studieren und lernte einen Jura-Studenten namens Samuel kennen, den sie später heiratete. 1935 schloss sie ihr Studium aber mit einem Abschluss in Ethnographie und Anthropologie ab. 1936, noch in Warschau, machte sie in einem Seminar auf ihre Theorie aufmerksam, dass Kaneh Bosm in der Bibel Hanf sei und ging im gleichen Jahr in die USA. Für ihre Doktorarbeit Haschisch im Volksgebrauch und Glauben erhielt sie mit Hilfe von Professor Poniatowski von der Warschauer Wissenschaftsgesellschaft ein Stipendium für ein Studium an der Columbia University. An dieser Universität promovierte sie 1943 oder 1944 und arbeitete mit der damals führenden Anthropologin Ruth Benedict an osteuropäischen Studien zusammen. 1944 ging sie an das Hunter College. Sie arbeitete auch am Pratt Institute in Manhattan und an der Fairleigh Dickinson University. Während des Zweiten Weltkriegs war sie Beraterin des amerikanischen Außenministeriums für Osteuropa. 1973 zog sie sich vom Hunter College als emeritierte Professorin zurück und beschäftigte sich am Research Institute for the Study of Men (RISM) in Manhattan. Als Senior Fellow engagierte sie sich in einer amerikanisch-sowjetischen Langlebigkeitsstudie, die sich auf langlebige Völker in der kaukasischen Region Abchasien in der Sowjetunion konzentrierte.
Benets nächste Familienangehörigen wurden von den Nazis getötet. Sie hat keine Hinterbliebenen. Sie starb 1982 nach langer Krankheit im Universitätsklinikum des Hunter Colleges in New York im Alter von 76 Jahren.

## Theorie über Cannabis
In Ex 30,23  der hebräischen Bibel sind die Zutaten des heiligen Salböls, das Mose nach Gebot Gottes herstellen soll, Myrrhe, süßer Zimt, Kaneh-Bosm (hebräisch קְנֵה-בֹשֶׂם) und Kassia. Kaneh habe die Doppelbedeutung Hanf oder Schilf und Bosm die Bedeutung aromatisch. In vielen Übersetzungen, so wie in der Septuaginta (3. Jh. v. Chr.), der ältesten griechischen Übersetzung der hebräischen Bibel, und der Übersetzung Martin Luthers wird Kaneh-Bosm als Calamus bzw. aromatisches Schilf (duftende Sumpfpflanze) übersetzt. Die Atharvaveda erwähnt Hanf bereits 1400 v. Chr. als Medizin und magische Pflanze. Hanf wurde auch von den Hebräern im religiösen Sinne verwendet, ihre Toten in Hanfhemden zu begraben. Jahrhunderte später wurde Hanf durch Leinen ersetzt. Im Jerusalemer Talmud steht, dass zur Zeit der Mishna Hanf wichtig war, weil Leinen zu erhalten, sich als schwierig erwies. Simson von Sens schrieb in einem Kommentar zur Mishna (Kilayim), dass in seiner Region Ende des 12. Jahrhunderts Leinen mehr kostete als Hanf. Cannabis Sativa ist die Bedeutung von Kanbus in talmudischen Quellen.
Sula Benet behauptete, dass beide Worte Kaneh und Bosm im Laufe der Zeit zu einem wurden und über Kanabos bzw. Kannabus, wie es in der Mishna steht zu Cannabis wurde. Am 28. Mai 2020 bestätigte sich ihre Theorie, als im jüdischen Tempel von Tel Arad CBD- und THC-haltiges Cannabis archäologisch am Altar nachgewiesen wurde. Es befand sich am kleineren Altar, an dem man sich auf das eigentliche Hauptritual am Hauptaltar vorbereitete, indem zuvor die alltägliche, profane, mentale Ebene verlassen wurde.

## Werke
- Hanf in Volksglauben und Bräuchen. Sitzungsberichte der Gesellschaft der Wissenschaften, 1936[20]
- Song, Dance, and Customs of Peasant Poland (1951)[21]
- Festive recipes and festival menus (1957)[22]
- Carl Withers und Sula Benet: Riddles of many lands (1956)[23]
- Early Diffusion and Folk Uses of Hemp (1967)[24]
- Abkhasians: The long-living people of the Caucasus (1974)[25]
- How to live to be 100: The life-style of the people of the Caucasus (1976)[26]